# Feeney Ridge
Feeney Ridge ist ein 10 km langer Gebirgskamm mit hauptsächlich unvereistem Gipfelgrat an der Oates-Küste des ostantarktischen Viktorialands. In den Wilson Hills ragt er parallel zur Südostflanke des Fergusson-Gletschers auf.
Der United States Geological Survey kartierte ihn anhand eigener Vermessungen und mittels Luftaufnahmen der United States Navy aus den Jahren von 1960 bis 1963. Das Advisory Committee on Antarctic Names benannte ihn 1970 nach Lieutenant Commander Edward J. Feeney, Kommandant einer LC-130 Hercules für die Luftbilderstellung bei der Operation Deep Freeze im Jahr 1968.